# 作型
作型（さくがた、さくけい）とは、農業特に野菜、果樹、花などの園芸作物において、自然条件とは異なる時期に栽培を行おうとする時に設定される様々な条件・技術の組み合わせのこと。「新編・野菜園芸ハンドブック(2001)」では、「地域や季節に応じて異なる自然環境において、作物の経済的栽培を行うための、類型的技術体系」と定義している。
前掲書では、「その技術体系の主なる構成要素として、環境調節技術・品種選定および栽培管理技術がある」としている。具体的には、
1. 分類型I（品種選択型）
2. 分類型II（環境調節型）

に大別している（以下のほとんどは、前掲書の記述をベースとしている）。

## 分類型I（品種選択型）
葉菜類（例：キャベツ、ホウレンソウ、ネギ）や根菜類（例：ダイコン、ニンジン）の多く、一部のマメ類（例：エンドウ、ソラマメ）がこの分類型に属する。
これら品目の多くは温度適応性の幅が広い（すなわち、日本国内の栽培条件下では温度が原因で枯死することはない）が、温度や日長によっては花芽分化を起こす。花芽の分化や発達は、葉や根を主な食用部位とするキャベツやダイコン生産から見ると、花ができたものは全く商品価値がないので経済栽培が可能かどうかという重要な要素になる。そこで、例えばキャベツの場合、花芽分化の原因である低温に感応する苗の大きさは品種によって大きな差があり、低温期を経過する場合は花芽分化しにくい品種を選ぶ。
品種選択型の野菜は、基本形を播種期の季節区分によって以下のように分類する。
1. 春まき栽培
2. 夏まき栽培
3. 秋まき栽培
4. 冬まき栽培

## 分類型II（環境調節型）
果菜類の大部分（トマト、キュウリ、スイカ、オクラ、エダマメ他）、および葉菜類の一部（シソ、ニラ等）がこの分類型に属する。果菜類の多くは温度適応性の幅が狭く（これは不良環境下で枯死しやすいだけでなく、枯死しないまでも収穫部位である果実の発育が不可能などを含んでいる）、温度を中心とする環境調節技術によって作型を分化させている。基本形は以下のように分類される。

### 普通栽培
育苗期を除く全ての生育期間（定植から収穫終了まで）、自然またはそれに近い気象条件で栽培することをいう。ハウス内で栽培する場合でも、温度調節を目的とせず、雨を回避するだけの「雨よけ栽培」も普通栽培に含める。

### 早熟栽培
普通栽培より早くから収穫を開始したい場合に、トンネル被覆内またはハウス内に定植し（この場合、生育の進展とともに被覆資材を取り除くケースが多い）、生育前半の生育速度を上げる栽培方法である。

### 半促成栽培
早熟栽培よりさらに早く収穫を開始したい場合に、（枯死等の生育障害を回避するため）生育前半のみ加温または保温した後、自然の気象条件に移行させる栽培をいう。保温のみによる無加温半促成栽培と、まとまった期間の保温を前提とする加温半促成栽培がある。

### 促成栽培
半促成栽培よりさらに早く収穫を開始したい場合に、晩秋から春までの低温期間の大部分を保温または加温する栽培のことである。促成栽培は一般に長期間の加温を必要とするため、例えばトマトにおける現地呼称では、9月に定植し3～4月まで収穫するものを「越冬作型」、9月に定植し6月まで収穫を継続するものを「促成長期作型」などとしている例が多い。

### 抑制栽培
普通栽培より遅い時期の収穫を目的とする場合、普通栽培より遅く定植する場合がある（例えば、福島県以南のキュウリでは9月の果実品質は抑制栽培が普通栽培より大幅に優れることが一般的）。これを抑制栽培という。夏期の冷涼や晩秋の温暖など地域性を活かすことが多い。降霜前に収穫をうち切る露地抑制栽培（例えばナスなど）、生育後半を保温または加温するハウス抑制栽培（トマトやキュウリ等で全国的に点在）等がある。
この他、上記に当てはまらない例外として、イチゴ、温室メロン、アスパラガスのように、作型の定義付けが行われる以前から現地呼称が定着していたり、ミョウガのように利用法が異なる部位に利用法を作型の前に冠する（例：ミョウガタケ促成栽培）ケースなどがある。
栽培時期をずらして農産物の価値を高めるときに、安定して生産を行うための技術である。